# Yekatit 12
Yekatit 12 (Amhárico: የካቲት ፲፪, romanizado: Yekatīt 12) es una fecha del calendario etíope que hace referencia a una masacre y aprisionamiento que se dio en esa fecha entre el 19 de febrero de 1937 de etíopes por parte de las fuerzas de ocupación italianas; la masacre se dio a causa de un intento de asesinato del Mariscal Rodolfo Graziani, virrey de la África Oriental Italiana el 19 de febrero de 1937. Graziani había comandado las fuerzas italianas y derrotado a las etíopes en la segunda invasión italiana de Etiopía. 
En la semana posterior al atentado contra Graziani, varios etíopes sospechosos de oponerse al gobierno italiano fueron capturados y ejecutados, incluyendo miembros de la aristocracia e intelectuales.
Los estimados del número de muertos durante los tres días de la masacre varían pero estimados etíopes mencionan alrededor de 30,000 muertos mientras que fuentes italianas hablan de tan solo unos cientos. Una relación de la masacre de 2017 calculó que 19.200 etíopes habían muerto, alrededor de un 20% de la población total de la ciudad de Adís Abeba, capital de Etiopía.
Esta masacre ha sido descrita como la peor masacre en la historia de Etiopía.

## Antecedentes
El 3 de octubre de 1935 Italia invadió Etiopía durante el período fascista de Benito Mussolini. El 31 de marzo de 1936 las fuerzas etíopes fueron derrotadas en la batalla de Mai Ceu, que sería la última batalla importante de la guerra y tras la cual el emperador etíope Haile Selassie se vio forzado a huir de su país.
Tras la consolidación de su victoria, Italia finalmente nombró al general Rodolfo Graziani como virrey de la África Oriental Italiana y Gobernador General de Adís Abeba. Graziani había comandado a las fuerzas italianas en el sur de Etiopía durante la conquista italiana y también había sido previamente vicegobernador de la Libia italiana y de gobernador de la Somalia Italiana. 
Durante su gobierno de Libia y Somalia Graziani había adquirido fama por sus brutales medidas de represión y fue apodado "el carnicero de Fezzan" por la población árabe de Libia.
Después de la conquista, la situación en la nueva Etiopía Italiana aún era tensa e inestable y Graziani aún desconfiaba de la población local. En 1936, después de capturar Jijiga, Graziani se encontraba visitando una iglesia etíope ortodoxa en la localidad cuando cayó por un agujero en el suelo enfrente del altar que había sido disfrazado con un tapete ornamentado encima; Graziani quedó convencido de que este atentado había sido preparado para lastimarle o matarle y causó en Graziani una especie de odio paranoide y sospecha contra el clero cóptico.

## El atentado contra Graziani
Después de este y otros incidentes, Graziani anunció que el personalmente distribuiría limosnas el 19 de febrero al pueblo etíope en el palacio de Guenete Leul para celebrar el nacimiento del Príncipe de Nápoles.
En la multitud que se formó ese día había dos jóvenes eritreos viviendo en Etiopía llamados Abraha Deboch y Mogus Asgedom que habían llegado a Etiopía antes de la invasión italiana para estudiar pero que no pudieron lograrlo debido a la guerra. Abraha había conseguido empleo con la agencia política fascista debido a su utilidad para la administración italiana ya que hablaba italiano. Sin embargo, Abraha se oponía vehementemente a la administración italiana debido a su racismo sistémico.
Esa mañana al salir de su hogar, Abraha clavada en su puerta una bandera italiana atravesada con una bayoneta que tenía en un extremo la bandera etíope atada.
La ceremonia italiana empezó de manera normal: Graziani dio un discurso, un número de etíopes notables saludaron y expresaron sumisión a la administración italiana, aviones de la fuerza aérea italiana volaron en formación sobre la ciudad y a las 11 de la mañana Graziani empezó a repartir las limosnas a los pobres y sacerdotes reunidos.
Abraha y Mogus lograron meterse entre la multitud y llegaron hasta el pie de los escalones del palacio donde Graziani y sus funcionarios se encontraban y comenzaron a arrojar granadas. Lograron lanzar unas 10 granadas antes de huir exitosamente entre la confusión mezclandóse entre la multitud. Un tercer conspirador llamado Simeyon Adefres, un taxista, los esperaba en su vehículo y los ayudó a escapar; Adefres también había conseguido las granadas de un soldado operador de ametralladora de la resistencia etíope que también les enseño como usar las granadas.
En la plaza, los muertos incluyeron al etíope que cargaba la sombrilla de un sacerdote etíope local que también resultó herido; adicionalmente, también resultaron heridos el vicegobernador general Armando Petretti, el general Liotta de la fuerza aérea que perdió una pierna y el mismo Graziani que fue impactado por 365 esquirlas de una granada que estalló a un lado de él. Graziani fue llevado al hospital y sobrevivió después de una cirugía de emergencia.
Abraha y Mogus llegaron hasta el monasterio de Debre Libanos donde se refugiaron temporalmente antes de intentar huir al Sudán anglo-egipcio pero, antes de poder llegar, cuando cruzaban la región etíope de Gojjam, los suspicaces locales los asesinaron. Adefris por su parte se quedó con Abraha y Mogus durante una semana en el monasterio hasta que la situación se tranquilizara y luego regreso a Adís Abeba donde fue arrestado por las autoridades italianas y luego torturado hasta la muerte.

## La masacre
La respuesta italiana comenzó de inmediato cuando los carabinieri dispararon indiscriminadamente contra la multitud en respuesta a las explosiones y el secretario federal italiano Guido Cortese utilizó su révolver personal para dispararle a los dignatarios etíopes que habían sido invitados por la administración italiana para el evento. 
Horas después, Cortese ordenó a todas las fuerzas italianas atacar indiscriminadamente a todos los etíopes que encontraran y a destruir sus propiedades durante tres días con la siguiente orden: 

"Camaradas, hoy es el día en que debemos demostrarle nuestra devoción al Virrey al destruir a los etíopes durante tres días. Por tres días les doy carta blanca para destruir y matar y hacer lo que deseen a los etíopes."

Durante el resto de ese y los dos siguientes días (viernes, sábado y domingo), los italianos mataron a etíopes a los gritos de "¡Duce! ¡Duce!" y "¡Civiltà italiana!"; también saquearon y quemaron hogares etíopes e irrumpieron a casas de griegos y armenios para matar a sus sirvientes y amigos etíopes. En algunos casos, los italianos posaron los cádaveres de sus víctimas para tomarles fotografías.
En tres días, los italianos mataron a entre 19,200 y 30,000 etíopes tan solo en Adís Abeba.
Sin embargo, la masacre del Yekatit 12 sería el inicio de un nuevo genocidio contra la virtual totalidad de la clase alta e intelectual de Etiopía por parte del gobierno fascista tal como se describe en la siguiente sección.
|                           |
| Decapitación de un etíope |

|                          |
| Víctima atada a un árbol |

|                               |
| Etíope a punto de ser colgado |

|                                 |
| Cadáveres de etíopes masacrados |

## Consecuencias
La masacre terminaría el 21 de febrero de 1937 y al final causó entre más de 19,000 y 30,000 muertes. Pero el gobierno fascista iría más lejos y expandiría la masacre con una subsecuente purga y genocidio: el atentado le proporciono a Mussolini un pretexto adecuado para implementar una orden que había planeado desde el 3 de mayo de 1936 y que consistía en la masacre de intelectuales y todos aquellos etíopes que tuvieran educación universitaria; el mismo día del atentado, un tribunal militar fue constituido que, para esa misma noche, había enjuiciado y ejecutado a 62 etíopes en la prisión Alem Bekagn de Adís Abeba. Al final, la masacre de Yekatit 12 resultó en la casi total aniquilación del componente intelectual de la resistencia etíope.
Pero miles de etíopes de todas las clases fueron encerrados en campos de detención en Danan en la región del Ogaden y en las islas Dahlak donde las condiciones eran inhumanas dado que Graziani había ordenado que los prisioneros recibieran la cantidad mínima posible de alimentos y agua; esto resultó en las muertes de hasta la mitad de todos los prisioneros, ya que la prisión también padeció de instalaciones muy burdas, un clima húmedo, malaria endémica y nada de atención médica; además, muchos de los prisioneros fueron obligados a trabajar en plantaciones de bananas y caña de azúcar. En Dahlak las condiciones fueron aún peores ya que además de los 1,000 prisioneros de Yekatit había también 500 prisioneros encarcelados anteriormente por toda clase de crímenes y había una carestía de agua fresca más un calor oprimente que causaba insolación y epidemias de disentería.
En mayo se dio la represalia final por parte de los italianos cuando sus investigaciones descubrieron que Abraha y Mogus se habían quedado en el monasterio de Debra Libanos y encontraron evidencia circunstancial débil de que los monjes se habían enterado de antemano de sus planes. Graziani los consideró como cómplices y el 19 de mayo ordenó al comandante local ejecutar sumariamente a todos los monjes incluyendo al vice-prior. El día siguiente, durante la fiesta del santo Tekle Haymanot, 293 monjes y 23 laicos fueron fusilados, lo cual era la población total del monasterio, aunque otras fuentes ponen la cifra de muertos en 1,500 o hasta 2,000.

### Legado
El gobierno italiano por su parte, encubrió la historia lo mejor posible y trataron de detener el reporte de noticias sobre la misma al exterior con cierto grado de éxito ya que los detalles específicos de la misma no se conocerían sino hasta el final de la Segunda Guerra Mundial; y uno de los resultados ha sido que la masacre nunca ha formado una parte notoria de la consciencia colectiva del pueblo italiano al grado de que, por mencionar un ejemplo, en 2012 en la población de nacimiento de Graziani se utilizaron fondos del erario público (gastando €127,000) para erigir un monumento conmemorativo del virrey; y esta falta de atención sobre esta porción de la historia ha continuado aunque ya no se censuran las discusiones y publicaciones sobre la misma ni su enseñanza en escuelas.
Para conmemorar la masacre, Etiopía constituyó todos los días del aniversario, el 19 de febrero, el Día de los Mártires Etíopes que es una celebración oficial.